# Piana del Sele
La piana del Sele (anche piana di Paestum o piana di Eboli), è una pianura di circa 250 km² attraversata dal fiume Sele nella provincia di Salerno, delimitata a nord dalle propaggini meridionali dei monti Picentini, a est dai monti Alburni, a sud dai rilievi del Cilento e ad ovest bagnata dal mar Tirreno nel golfo di Salerno.
La pianura dispone di una superficie agricola totale pari a circa 3 600 ettari (di cui l'86% è effettivamente utilizzato), che rappresenta una delle aree più estese e fertili della Campania. Ivi sono coltivati numerosi prodotti agricoli, in particolare mais, foraggera, patate, ortaggi e frutta, i quali vengono quindi immessi nella grande distribuzione organizzata nazionale o commercializzati localmente, mentre una parte è diretta verso i mercati esteri.
Nell'area nord della piana sono ubicati i comuni di Pontecagnano e Bellizzi, fra il corso del fiume Picentino e del fiume Tusciano.
Nel centro della piana, tra il corso del fiume Tusciano e quello del Sele vi sono i comuni più importanti, ovvero Battipaglia (il più popoloso centro abitato e maggior polo industriale, stradale e ferroviario) ed Eboli (il più esteso come territorio comunale e il secondo per popolazione). Appena a sud del fiume Sele vi è il comune di Capaccio Paestum (celebre per l'omonimo sito archeologico, posto a sud nella piana) ma la cui sede comunale è nell'area montana del Cilento.
L'area meridionale della piana, a sud rispetto al corso del fiume Sele, era in passato parte della Lucania. Tale zona, oltre che sede del parco archeologico di Paestum e di una parte del comune di Capaccio, è luogo di ubicazione dei paesi di Serre, Albanella e Altavilla Silentina, posti tra la pianura e le colline circostanti.
Sul piano naturalistico, all'interno della pianura  è presente l'Oasi di Persano.

## Clima
La piana del Sele è caratterizzata da un clima mediterraneo (Classificazione di Köppen Csa), con piogge concentrate prevalentemente nel semestre freddo e un calo delle precipitazioni in corrispondenza della stagione estiva. Durante l'estate, tuttavia, le precipitazioni non sono del tutto assenti bensì concentrate in episodici temporali pomeridiani che spesso possono presentarsi di moderata intensità, seppur di breve durata. La caratteristica principale della stagione estiva è tuttavia la presenza di lunghi periodi di tempo stabile e ventilazione a regime di brezza. L'instaurarsi della brezza di mare da ovest - sudovest a partire dalla tarda mattinata e della brezza di monte da nord - nordest durante la tarda serata e la notte tende a temperare e contenere gli eccessi termici, in particolare nei valori massimi che si presentano più bassi rispetto alle località dell'entroterra.
Gli inverni sono miti, con valori massimi compresi tra +13 e +14 °C e minime di +4/+5 °C. Si verificano, di solito, due o tre ondate di freddo quasi ogni inverno, durante le quali le massime non superano i +7/+8 °C e le minime scendono, seppur di poco, al di sotto di 0 °C. Il record negativo misurato dalla stazione meteorologica dell'Aeroporto di Salerno-Costa d'Amalfi è stato -7,5 °C (26 gennaio 1954)
I dati termopluviometrici della stazione meteorologica di Salerno - Pontecagnano, analizzati tramite i parametri della Classificazione climatica di Thornthwaite   hanno permesso di definire il clima del settore nordoccidentale della Piana del Sele come: B2B'2sa', ossia clima umido, secondo mesotermico, con moderato deficit pluviometrico estivo ed efficienza termica estiva del 47,3%. I settori centrali della piana e quelli più prossimi alla linea di costa presentano una cumulata pluviometrica inferiore grazie alla maggiore distanza dalla catena appenninica (il versante meridionale dei Monti Picentini, fungendo da barriera orografica nei confronti dei venti umidi provenienti dal Mar Tirreno, favorisce il fenomeno dello stau appenninico), come si evince dai dati climatici della stazione meteorologica di Battipaglia. L'analisi dei dati termopluviometrici di quest'ultima definiscono il clima di questo settore della Piana del Sele come: B1B'2s2a', ossia clima umido, secondo mesotermico, con deficit pluviometrico estivo elevato ed efficienza termica estiva del 47,3%. 
| Battipaglia           | Mesi  | Mesi  | Mesi  | Mesi  | Mesi  | Mesi  | Mesi  | Mesi  | Mesi  | Mesi  | Mesi  | Mesi  | Stagioni | Stagioni | Stagioni | Stagioni | Anno |
| Battipaglia           | Gen   | Feb   | Mar   | Apr   | Mag   | Giu   | Lug   | Ago   | Set   | Ott   | Nov   | Dic   | Inv      | Pri      | Est      | Aut      | Anno |
| --------------------- | ----- | ----- | ----- | ----- | ----- | ----- | ----- | ----- | ----- | ----- | ----- | ----- | -------- | -------- | -------- | -------- | ---- |
| T. max. media (°C)    | 13,2  | 14,0  | 16,1  | 18,6  | 22,9  | 26,7  | 29,1  | 29,5  | 27,0  | 22,8  | 18,1  | 14,2  | 13,8     | 19,2     | 28,4     | 22,6     | 21,0 |
| T. min. media (°C)    | 4,9   | 5,2   | 6,5   | 8,4   | 11,7  | 15,1  | 17,5  | 17,8  | 15,9  | 12,6  | 8,7   | 6,0   | 5,4      | 8,9      | 16,8     | 12,4     | 10,9 |
| Precipitazioni (mm)   | 121   | 99    | 94    | 78    | 45    | 27    | 14    | 43    | 64    | 111   | 158   | 134   | 354      | 217      | 84       | 333      | 988  |
| Giorni di pioggia     | 10    | 9     | 9     | 9     | 5     | 4     | 2     | 3     | 5     | 7     | 11    | 10    | 29       | 23       | 9        | 23       | 84   |
| Vento (direzione-m/s) | N 5,1 | N 5,3 | E 5,1 | E 4,5 | E 4,4 | E 4,1 | E 4,1 | E 4,1 | E 4,8 | E 5,6 | E 5,1 | E 5,7 | 5,4      | 4,7      | 4,1      | 5,2      | 4,8  |

.
| Salerno Pontecagnano (1951-1980) | Mesi  | Mesi  | Mesi | Mesi | Mesi | Mesi | Mesi | Mesi | Mesi | Mesi  | Mesi  | Mesi  | Stagioni | Stagioni | Stagioni | Stagioni | Anno    |
| Salerno Pontecagnano (1951-1980) | Gen   | Feb   | Mar  | Apr  | Mag  | Giu  | Lug  | Ago  | Set  | Ott   | Nov   | Dic   | Inv      | Pri      | Est      | Aut      | Anno    |
| -------------------------------- | ----- | ----- | ---- | ---- | ---- | ---- | ---- | ---- | ---- | ----- | ----- | ----- | -------- | -------- | -------- | -------- | ------- |
| T. max. media (°C)               | 13,0  | 13,5  | 15,6 | 18,6 | 22,7 | 26,5 | 29,1 | 29,2 | 26,5 | 22,2  | 17,8  | 14,3  | 13,6     | 19,0     | 28,3     | 22,2     | 20,8    |
| T. min. media (°C)               | 4,1   | 4,4   | 5,5  | 7,8  | 11,0 | 14,5 | 16,7 | 16,6 | 14,8 | 10,9  | 7,7   | 5,1   | 4,5      | 8,1      | 15,9     | 11,1     | 9,9     |
| Precipitazioni (mm)              | 151,5 | 112,3 | 91,1 | 80,7 | 51,9 | 38,2 | 28,6 | 34,8 | 84,3 | 127,2 | 151,9 | 155,0 | 418,8    | 223,7    | 101,6    | 363,4    | 1 107,5 |

## Valori estremi

### Temperature estreme mensili dal 1951 ad oggi
Nella tabella sottostante sono riportate le temperature massime e minime assolute mensili, stagionali ed annuali dal 1951 ad oggi, con il relativo anno in cui si queste si sono registrate. La massima assoluta del periodo esaminato di +41,7 °C è del 24 agosto 2007, mentre la minima assoluta di -7,5 °C risale al 26 gennaio 1954.
| Salerno Pontecagnano (1951-2022) | Mesi        | Mesi        | Mesi        | Mesi        | Mesi        | Mesi        | Mesi        | Mesi        | Mesi        | Mesi        | Mesi        | Mesi        | Stagioni | Stagioni | Stagioni | Stagioni | Anno |
| Salerno Pontecagnano (1951-2022) | Gen         | Feb         | Mar         | Apr         | Mag         | Giu         | Lug         | Ago         | Set         | Ott         | Nov         | Dic         | Inv      | Pri      | Est      | Aut      | Anno |
| -------------------------------- | ----------- | ----------- | ----------- | ----------- | ----------- | ----------- | ----------- | ----------- | ----------- | ----------- | ----------- | ----------- | -------- | -------- | -------- | -------- | ---- |
| T. max. assoluta (°C)            | 23,2 (1971) | 24,4 (1977) | 27,0 (1952) | 31,0 (2013) | 36,0 (2020) | 38,0 (1957) | 38,2 (1973) | 41,7 (2007) | 38,2 (1975) | 32,0 (2012) | 26,5 (2008) | 22,4 (2010) | 24,4     | 36,0     | 41,7     | 38,2     | 41,7 |
| T. min. assoluta (°C)            | −7,5 (1954) | −6,9 (1956) | −4,6 (1971) | −1,0 (1969) | −0,4 (1957) | 5,8 (1977)  | 10,0 (1969) | 10,2 (1972) | 3,4 (1977)  | 0,3 (1972)  | −3,8 (1973) | −4,4 (1967) | −7,5     | −4,6     | 5,8      | −3,8     | −7,5 |

## Storia
Il territorio, un tempo malarico e paludoso, venne sottoposto a numerosi interventi di bonifica agli inizi dell'Ottocento e fino agli anni '50. Importante, a tal proposito, fu l'introduzione dell'uso del DDT da parte degli statunitensi nei primi anni '40.
La costruzione della diga di Persano, insieme alla realizzazione di numerosi canali d'irrigazione, hanno quindi favorito lo sviluppo dell'agricoltura e dell'allevamento bovino, in particolare dei bufali.

## Comuni
- Altavilla Silentina
- Albanella
- Battipaglia
- Bellizzi
- Capaccio Paestum (in parte)
- Eboli
- Pontecagnano Faiano
- Serre